# 富士教導団
富士教導団（ふじきょうどうだん、JGSDF Fuji School(Combined Training)Brigade：FSB）は、陸上自衛隊富士駐屯地（静岡県 駿東郡 小山町）に団本部が駐屯する陸上自衛隊富士学校隷下の教導部隊である。

## 概要
団長は陸将補（二）が充てられ、主に富士学校幹部学生の戦闘訓練支援および富士総合火力演習を担任する。
富士学校で教育を受ける幹部の指揮訓練（幹部学生に実際に部隊を指揮させる訓練）のため、北海道以外の部隊では唯一となる90式戦車や89式装甲戦闘車が配備されるなど、陸上自衛隊の最新鋭の装備も保有している。なお、富士登山駅伝で優勝の常連となっている「滝ヶ原自衛隊」は、隷下の普通科教導連隊の隊員を主力としている。

## 沿革
富士教導隊
- 1961年（昭和36年）8月17日：富士教導隊が滝ヶ原分屯地に新編され、普通科教導連隊、特科教導隊、特車教導隊、偵察教導隊および第110施設大隊が富士学校長から配属。富士教導隊長が滝ヶ原分屯地司令に職務指定[1]。
- 1962年（昭和37年）1月18日：特車教導隊（富士駐屯地）が戦車教導隊に称号変更。
- 1965年（昭和40年）7月26日：富士教導隊が滝ヶ原分屯地から富士駐屯地に移駐。滝ヶ原分屯地司令職務は普通科教導連隊長に移管[2]。

富士教導団
- 1965年（昭和40年）8月3日：教導部隊の指揮系統を一元化し、富士学校の教育・研究支援態勢の確立のため、富士教導隊を廃止し、富士教導団本部・本部付隊が富士駐屯地に新編。普通科教導連隊、特科教導隊、戦車教導隊、偵察教導隊、第110施設大隊を隷下に編合。
- 1973年（昭和48年）3月25日：富士教導団教育隊が滝ヶ原駐屯地において編成完結[3]。
- 2000年（平成12年）3月29日：本部付隊に対舟艇対戦車隊が新編され、96式多目的誘導弾システム（MPMS）を導入。
- 2002年（平成14年）3月27日：

1. 第110施設大隊（滝ヶ原駐屯地）が廃止・改編され、教育支援施設隊が滝ヶ原駐屯地に新編。
2. 富士教導団の整備部門を富士教育直接支援大隊（富士駐屯地）に移管。

- 2019年（平成31年）3月26日：戦車教導隊・偵察教導隊が富士駐屯地から駒門駐屯地に移駐し、東部方面混成団隷下の第1機甲教育隊と統合し、機甲教導連隊が駒門駐屯地に新編。
- 2024年（令和06年）3月21日：富士教導団教育隊（滝ヶ原駐屯地）を富士学校自動車教習所に改編[4]。

## 部隊編成
特記ないものは富士駐屯地内に所在している。
- 富士教導団本部
- 富士教導団本部付隊「富団-本」
  - 対舟艇対戦車隊：96式多目的誘導弾システム

- 普通科教導連隊（滝ヶ原駐屯地）
- 機甲教導連隊（駒門駐屯地）
- 特科教導隊
- 教育支援施設隊（滝ヶ原駐屯地）
- 富士学校自動車教習所「富団-教」（滝ヶ原駐屯地）

## 整備支援部隊
- 東部方面後方支援隊富士教育直接支援大隊「富教直支-本」（富士駐屯地）：2002年（平成14年）3月27日から。

## 主要幹部
| 官職名       | 階級    | 氏名     | 補職発令日     | 前職                                   |
| ------------ | ------- | -------- | -------------- | -------------------------------------- |
| 富士教導団長 | 陸将補  | 岡部健   | 2025年08月01日 | 第9師団副師団長 兼 青森駐屯地司令      |
| 副団長       | 1等陸佐 | 佐藤篤   | 2024年08月01日 | 武山駐屯地業務隊長                     |
| 高級幕僚     | 2等陸佐 | 春山晃一 | 2025年08月01日 | 陸上自衛隊富士学校管理部演習場管理課長 |

| 代 | 氏名     | 在職期間                        | 出身校・期 | 前職                                   | 後職                                          |
| -- | -------- | ------------------------------- | ---------- | -------------------------------------- | --------------------------------------------- |
| 01 | 税所三郎 | 1961年08月17日 - 1962年07月31日 | 陸士46期   | 普通科教導連隊長 兼 滝ケ原分とん地司令 | 第6管区総監部幕僚長                           |
| 02 | 中村正人 | 1962年08月01日 - 1965年08月02日 | 陸士46期   | 第2特科連隊長                          | 陸上自衛隊富士学校付 →1965年12月24日 停年退官 |

| 代 | 氏名       | 在職期間                        | 出身校・期            | 前職                                                             | 後職                                             |
| -- | ---------- | ------------------------------- | --------------------- | ---------------------------------------------------------------- | ------------------------------------------------ |
| 01 | 坂清       | 1965年08月03日 - 1966年07月15日 | 陸士46期・ 陸大56期   | 第12師団副師団長 兼 相馬原駐とん地司令 →1965年7月16日 富士学校付 | 陸上自衛隊富士学校副校長                         |
| 02 | 福田五郎   | 1966年07月16日 - 1967年03月15日 | 陸士47期・ 陸大56期   | 富士教導団副団長                                                 | 陸上自衛隊業務学校付 →1967年4月1日 停年退官      |
| 03 | 奥村勝     | 1967年03月16日 - 1969年03月16日 | 陸士48期・ 陸大60期   | 陸上自衛隊富士学校機甲科教育部長                                 | 陸上幕僚監部付 →1969年4月1日 停年退官            |
| 04 | 竹内實孝   | 1969年03月17日 - 1969年07月15日 | 陸士49期・ 陸大56期   | 西部方面総監部幕僚長 兼 健軍駐とん地司令                         | 陸上自衛隊富士学校副校長                         |
| 05 | 高田安董   | 1969年07月16日 - 1970年12月21日 | 陸士50期・ 陸大60期   | 陸上幕僚監部募集課長                                             | 陸上自衛隊幹部候補生学校長 兼 前川原駐とん地司令 |
| 06 | 森川竹雄   | 1970年12月22日 - 1971年03月15日 | 陸士50期              | 陸上自衛隊富士学校副校長 兼務発令                                | 兼務解除 陸上自衛隊富士学校副校長専任            |
| 07 | 内山隆     | 1971年03月16日 - 1972年03月15日 | 陸士51期              | 陸上自衛隊富士学校特科教育部長                                   | 陸上幕僚監部付 →1972年4月1日 退職                |
| 08 | 大野垣博夫 | 1972年03月16日 - 1973年07月15日 | 陸士52期              | 第5師団副師団長 兼 帯広駐とん地司令                              | 陸上幕僚監部付 →1973年4月1日 退職                |
| 09 | 志村常雄   | 1973年07月16日 - 1975年03月16日 | 陸士54期              | 陸上幕僚監部総務課長                                             | 陸上自衛隊富士学校副校長                         |
| 10 | 戸塚正五   | 1975年03月17日 - 1976年06月30日 | 陸士56期              | 第6師団副師団長 兼 神町駐とん地司令                              | 陸上自衛隊富士学校副校長                         |
| 11 | 河野侚     | 1976年07月01日 - 1977年07月31日 | 陸士58期              | 北部方面総監部幕僚副長                                           | 陸上幕僚監部付 →1978年1月1日 退職                |
| 12 | 大津琢之   | 1977年08月01日 - 1978年06月30日 | 陸士59期              | 北部方面総監部幕僚副長                                           | 陸上自衛隊富士学校副校長                         |
| 13 | 宮崎忠夫   | 1978年07月01日 - 1979年06月30日 | 陸士59期              | 中部方面総監部幕僚副長                                           | 陸上自衛隊富士学校副校長                         |
| 14 | 井瀬洋夫   | 1979年07月01日 - 1980年07月31日 | 陸士59期              | 陸上自衛隊幹部学校教育部長                                       | 陸上幕僚監部付 →1981年1月1日 退職                |
| 15 | 白井明雄   | 1980年08月01日 - 1982年03月15日 | 幹候4期               | 第5師団司令部幕僚長                                              | 陸上自衛隊富士学校副校長                         |
| 16 | 白井健児   | 1982年03月16日 - 1983年03月15日 | 早稲田大学 昭和28年卒 | 第2師団副師団長 兼 旭川駐屯地司令                                | 陸上自衛隊富士学校副校長                         |
| 17 | 荒木雄二   | 1983年03月16日 - 1984年03月28日 | 九州大学 昭和30年卒   | 西部方面総監部幕僚副長                                           | 統合幕僚会議事務局第5幕僚室長                    |
| 18 | 源川幸夫   | 1984年03月29日 - 1985年06月30日 | 防大1期               | 東部方面総監部幕僚副長                                           | 統合幕僚会議事務局第3幕僚室長                    |
| 19 | 栗岡武郎   | 1985年07月01日 - 1987年07月06日 | 防大2期               | 北部方面総監部幕僚副長                                           | 第9師団長                                        |
| 20 | 花山勝音   | 1987年07月07日 - 1989年03月15日 | 学習院大学 昭和31年卒 | 第2師団副師団長 兼 旭川駐屯地司令                                | 陸上幕僚監部付 →1989年4月1日 退職                |
| 21 | 百瀬友宏   | 1989年03月16日 - 1991年06月29日 | 防大3期               | 第3師団副師団長 兼 千僧駐屯地司令                                | 退職                                             |
| 22 | 花岡正明   | 1991年06月30日 - 1992年06月15日 | 防大5期               | 陸上自衛隊富士学校普通科部長                                     | 第1混成団長 兼 那覇駐屯地司令                    |
| 23 | 寺本典也   | 1992年06月16日 - 1995年03月22日 | 防大7期               | 第3師団副師団長 兼 千僧駐屯地司令                                | 陸上自衛隊富士学校副校長                         |
| 24 | 小林正勝   | 1995年03月23日 - 1997年03月25日 | 防大8期               | 第9師団副師団長 兼 青森駐屯地司令                                | 自衛隊体育学校長                                 |
| 25 | 田原克芳   | 1997年03月26日 - 1998年03月25日 | 防大12期              | 西部方面総監部幕僚副長                                           | 陸上自衛隊富士学校副校長                         |
| 26 | 村崎浩     | 1998年03月26日 - 1999年12月09日 | 防大9期               | 第12師団副師団長 兼 相馬原駐屯地司令                             | 退職                                             |
| 27 | 福山隆     | 1999年12月10日 - 2002年03月21日 | 防大14期              | 第11師団副師団長 兼 真駒内駐屯地司令                             | 陸上自衛隊九州補給処長 兼 目達原駐屯地司令       |
| 28 | 中村幹生   | 2002年03月22日 - 2004年03月28日 | 防大17期              | 情報本部情報官                                                   | 陸上自衛隊小平学校副校長                         |
| 29 | 山本麻雄   | 2004年03月29日 - 2005年12月04日 | 防大17期              | 第5師団副師団長 兼 帯広駐屯地司令                                | 陸上自衛隊富士学校副校長                         |
| 30 | 牧幸生     | 2005年12月05日 - 2007年03月27日 | 防大18期              | 第7師団副師団長 兼 東千歳駐屯地司令                              | 陸上自衛隊富士学校副校長                         |
| 31 | 塚田章     | 2007年03月28日 - 2009年07月20日 | 防大19期              | 陸上自衛隊幹部学校教育部長                                       | 退職                                             |
| 32 | 越智正典   | 2009年07月21日 - 2011年04月26日 | 防大21期              | 第9師団副師団長 兼 青森駐屯地司令                                | 陸上自衛隊富士学校副校長                         |
| 33 | 川崎朗     | 2011年04月27日 - 2012年03月29日 | 防大24期              | 第9師団副師団長 兼 青森駐屯地司令                                | 北部方面総監部幕僚副長                           |
| 34 | 市野保己   | 2012年03月30日 - 2014年03月27日 | 防大24期              | 陸上自衛隊高等工科学校長 兼 武山駐屯地司令                       | 第2師団長                                        |
| 35 | 山中洋二   | 2014年03月28日 - 2015年08月03日 | 防大26期              | 中部方面総監部幕僚副長                                           | 自衛隊体育学校長                                 |
| 36 | 小森一生   | 2015年08月04日 - 2017年07月31日 | 防大27期              | 第2師団副師団長 兼 旭川駐屯地司令                                | 退職                                             |
| 37 | 古田清悟   | 2017年08月01日 - 2020年03月17日 | 防大29期              | 第10師団副師団長 兼 守山駐屯地司令                               | 退職                                             |
| 38 | 森脇良尚   | 2020年03月18日 - 2022年03月16日 | 防大31期              | 東部方面総監部幕僚副長                                           | 退職                                             |
| 39 | 七嶋剛士   | 2022年03月17日 - 2023年12月21日 | 防大34期              | 陸上幕僚監部法務官                                               | 自衛隊体育学校長                                 |
| 40 | 豊田龍二   | 2023年12月22日 - 2025年07月31日 | 防大38期              | 陸上総隊司令部日米共同部長                                       | 第3師団副師団長 兼 千僧駐屯地司令                |
| 41 | 岡部健     | 2025年08月01日 -                | 防大38期              | 第9師団副師団長 兼 青森駐屯地司令                                |                                                  |

## 廃止（改編）部隊
- 2002年（平成14年）3月27日廃止
  - 第110施設大隊「110施-本」（滝ヶ原駐屯地）：教育支援施設隊に改編。
- 2019年（平成31年）3月26日廃止
  - 戦車教導隊「戦教-本」（富士駐屯地）：機甲教導連隊に改編。
  - 偵察教導隊「偵教」（富士駐屯地）：機甲教導連隊に改編。

- 2024年（令和06年）3月21日廃止
  - 富士教導団教育隊「富団-教」（滝ヶ原駐屯地）：富士学校自動車教習所